# Herbert Patzelt
Herbert Patzelt (1. dubna 1925 Mosty u Českého Těšína – 15. února 2023 Lübeck) byl německý evangelický farář a církevní historik.
Publikoval odborné práce zejména z dějin protestantismu na Těšínsku a v Terstu.

## Dílo (výběr)
- Der Pietismus im Teschener Schlesien 1709–1730 Göttingen, 1969 (česky 2010).
- Geschichte der evangelischen Kirche in Österreichisch-Schlesien. Laumann, Dülmen, 1989. ISBN 3-87466-115-6
- Evangelisches Leben am Golf von Triest. München, 1999.
- Der neue Pakt zwischen Gott und den Menschen. Die Reformation im dreisprachigen Herzogtum Teschen. In: Jahrbuch für schlesische Kirchengeschichte, 2011, roč. 90, s. 109–127.